# Агриган
Агриган — вулкан, расположен на одноимённом вулканическом острове, который относится к группе Марианских островов, США.
Агриган — стратовулкан, высотой 965 метров. Если считать высоту с океанического дна, то высота вулкана составит почти 5000 метров. Считается вторым вулканом по величине на Марианских островах. Возле конуса вулкана расположилась обширная кальдера глубиной 500 метров. Диаметр кальдеры составляет 4000 метров. Общая площадь вулкана составляет 44 км².
В прошлом потоки лавы спускались к воде — это видно по застывшим потокам. При извержении вулкана в 1917 году образовалось 2 молодых конуса. В почвах острова содержится около 3 метров пепла. Вулкан покрывает различная растительность, которая растёт на почвах застывших пирокластических потоков. Вулкан состоит преимущественно из андезитов.
Единственное мощное извержение в исторический период произошло в 1917 году. Извержение шло непосредственно из самого конуса вулкана. Тогда было эвакуировано всё население небольшой деревни, находящейся у подножия вулкана. В августе 1990 года было заметно повышение фумарольной активности. Было эвакуировано 9 жителей острова. Исследования в сентябре того же года показали, что вулкан не будет извергаться.

## Видео
- Кальдера вулкана Агриган на YouTube (англ.)